# Rápido Ribeirão Preto
A Rápido Ribeirão Preto, ou simplesmente Rápido Ribeirão, é uma empresa brasileira atuante no ramo de transporte rodoviário de passageiros fundada a 8 de maio de 1968 e pertence ao Grupo JCA.
Fundada no final da década de 60, a Rápido Ribeirão foi criada originalmente para ligar os municípios de Ribeirão Preto e Sertãozinho à capital paulista. No dia 8 de maio de 1968, a empresa iniciou suas atividades com uma linha que ligava a cidade de Ribeirão à São Paulo, inicialmente com diversos veículos da empresa Mercedes Benz. Sua primeira pintura era composta pelas cores branca e laranja.
Em 1995, a Rápido Ribeirão é incorporada ao Grupo JCA dando início a uma reformulação. A empresa ganhou uma nova pintura nas cores azul, branco e vermelho além de uma nova identidade visual. Posterior a isso, a viação adquiriu novos ônibus com ar-condicionado, 3 eixos e banheiro. Em 2000, a empresa investiu R$ 5 milhões ao adquirir novos veículos da Marcopolo G6 e chassis Scania. Nos novos modelos, o número de poltronas foi reduzido de 44 para 32.
Atualmente é uma das mais utilizadas empresas de transporte para o interior do Estado de São Paulo.